# Anomala luciae
Anomala luciae är en skalbaggsart som beskrevs av Blanchard 1851. Anomala luciae ingår i släktet Anomala och familjen Rutelidae. Inga underarter finns listade i Catalogue of Life.